# Gotthilf Hempel

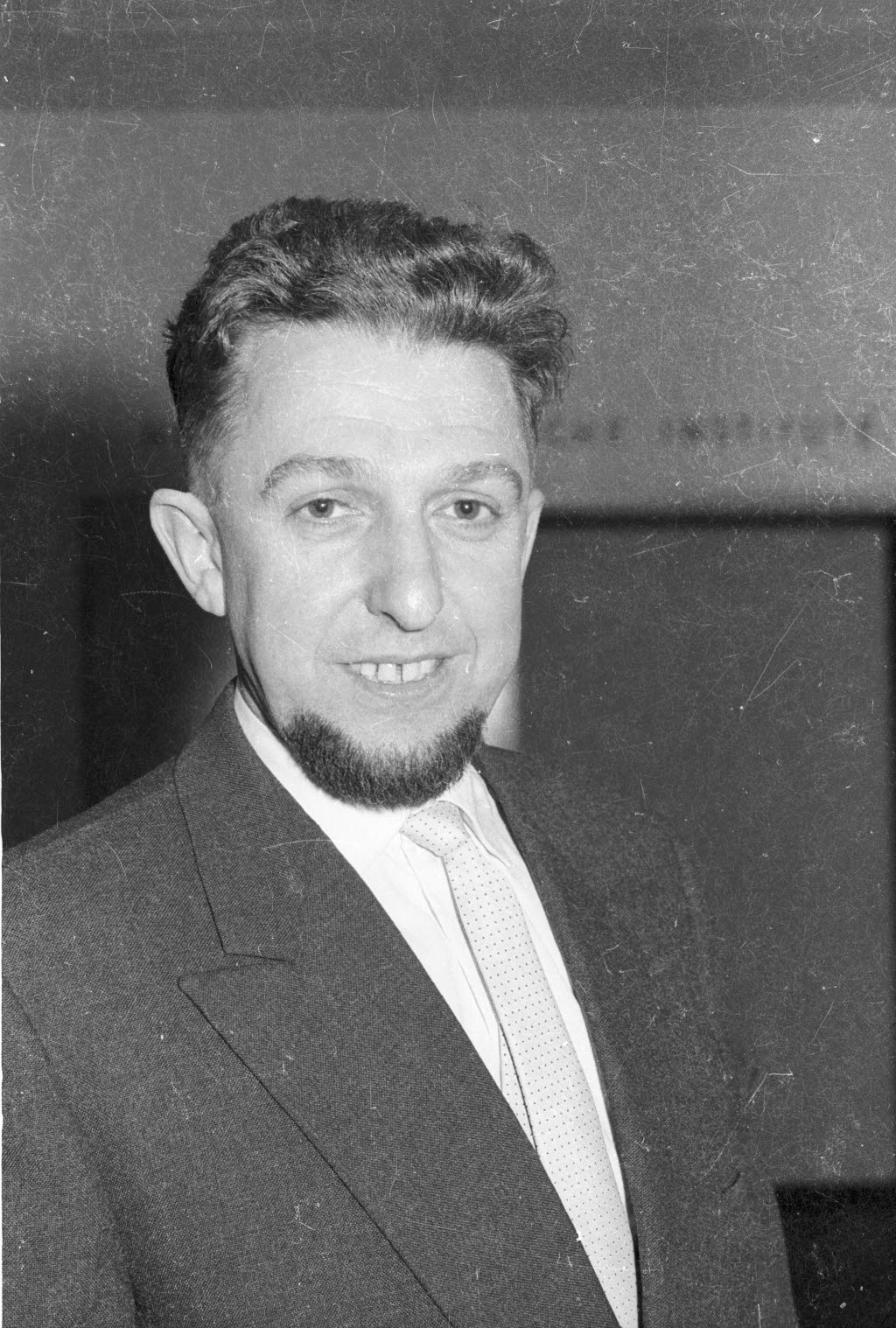
Gotthilf Hempel (1967)

Gotthilf Hempel (* 8. März 1929 in Göttingen) ist ein deutscher Meeresbiologe, Polarforscher und Wissenschaftsadministrator und -berater. Er leitete zahlreiche meeres- und fischereibiologische Expeditionen im Nordatlantik, in der Nord- und Ostsee, im Nord- und Südpolarmeer sowie im Roten Meer. In führender Position beteiligte er sich an der Gründung mehrerer Institute und Zeitschriften. Er publizierte als Autor, Coautor und Herausgeber ca. 250 Aufsätze, Sammelbände und Monographien.

## Biografie

### Schulzeit und Studium
Hempel war der älteste Sohn des evangelischen Theologen und Hochschullehrers Johannes Hempel (1891–1964) in Göttingen. Nach dem Besuch des Gymnasiums studierte er von 1946 bis 1952 an den Universitäten Mainz und Heidelberg Biologie und Geologie. Im Jahr 1952 wurde er in Heidelberg mit einer Arbeit über die Energetik des Heuschreckensprungs zum Doktor rer. nat. promoviert.

### Wissenschaftlicher Assistent und Rat
Zwischen 1953 und 1963 arbeitete Hempel als wissenschaftlicher Assistent bzw. Wissenschaftlicher Rat an verschiedenen Forschungsinstituten und Beratungseinrichtungen der Wissenschaft. Als Forschungsinstitutionen sind in diesem Zusammenhang das Max-Planck-Institut für Marine Biologie in Wilhelmshaven, die Biologische Anstalt Helgoland und die Universität Hamburg zu nennen. Dort habilitierte er sich auch 1963 mit einer Schrift über die Ökologie der Fischbrut. An forschungsfördernden Institutionen muss in dieser Beziehung die Deutsche Wissenschaftliche Kommission für Meeresforschung erwähnt werden.

### Internationale Arbeit und Professor in Kiel
Als Gastdozent an der Universität von Wisconsin, als Direktor des meeresbiologischen Programms der UNESCO und als Berater der Food and Agriculture Organisation (FAO) der Vereinten Nationen sammelte Hempel in den folgenden vier Jahren Erfahrungen in internationalen Organisationen, bevor er 1967 zum Professor für Ozeanografie, insbesondere für Fischereibiologie, an der Christian-Albrechts-Universität zu Kiel und an ihr Institut für Meereskunde berufen wurde, dessen Geschäftsführender Direktor er von 1972 bis 1976 war. Sein wesentliches Verdienst in diesen Jahren war sein Beitrag zur Etablierung einer modernen Meeresforschung, die aus einer Verschmelzung der meereskundlichen Einzeldisziplinen wie regionale Ozeanographie, Planktologie, Meeresbotanik, Meereszoologie und Fischereibiologie hervorgegangen war. Hervorzuheben ist ferner, dass Hempel ab 1967 die Krill-Forschung als neues Forschungsfeld für sein Institut erkannt und sich dann in den 70er Jahren des letzten Jahrhunderts konsequent der wissenschaftlichen Arbeit auf diesem Feld gewidmet hat. Dies geschah in enger Zusammenarbeit mit der Bundesforschungsanstalt für Fischerei und mit Hilfe der Förderung des Bundesforschungsministeriums im Rahmen des Projektes „Erforschung und wirtschaftliche Erschließung der Krillbestände und Nutzfische in der Antarktis“. Aus den Erfahrungen dieses Projekts ergab sich die Bedeutung der Antarktis als Forschungsgegenstand und in den späten 70er Jahren sein erfolgreiches Engagement – u. a. als Vorsitzender der Senatskommission für Ozeanographie in der Deutschen Forschungsgemeinschaft (DFG) – für eine Beteiligung der Bundesrepublik Deutschland an der Erforschung der Antarktis.
Gegen Ende seiner Kieler Jahre, 1981, gelang es ihm, das Institut für Polarökologie (IPÖ) an der Universität Kiel zu etablieren, dessen Direktor er von 1981 bis 1994 war und das schnell zu einer wichtigen Ausbildungsstätte für die junge deutsche Polarforschung wurde.

### Direktor des Alfred-Wegener-Instituts
Von 1980 bis 1992 leitete Hempel das Alfred-Wegener-Institut (AWI) Bremerhaven. In diese Zeit fiel der Aufbau des am 15. Juli 1980 mit dem AWI-Gesetz gegründeten Hauses. Dazu gehörte zunächst die Beschaffung und Erprobung der dazugehörigen Forschungsinfrastruktur. Zu nennen sind in diesem Zusammenhang der Bau des Forschungsschiff Polarstern, den Hempel stark beeinflusste, die Indienststellung des Schiffes im Dezember 1982, seine ersten Forschungsfahrten in die Polargebiete, die Errichtung der ersten Georg-von-Neumayer-Station 1981 und der Bau der Filchner-Station 1982 sowie die Beschaffung und die ersten Einsätze von polartauglichen Flugzeugen im selben Jahr.
In organisatorischer Hinsicht musste Hempel in den ersten Jahren die Leitungspositionen im Hause besetzen, eine leistungsfähige Verwaltung aufbauen und die Verschmelzung des AWI mit dem Institut für Meeresforschung Bremerhaven (IfMB), dessen Leitung er bis zu dessen Aufgehen in das AWI im Jahr 1986 auch innehatte, durchführen.
Auch war das AWI institutionell in der deutschen Großforschung (Beitritt zur Arbeitsgemeinschaft der Großforschungseinrichtungen 1983) und in Einrichtungen der internationalen Polarforschung (z. B. über Hempels Engagement als Vizepräsident im Scientific Committee on Antarctic Research, SCAR, und über seine Beteiligung am Aufbau des Arctic Ocean Science Board, AOSB) zu verankern.
In wissenschaftlicher Hinsicht befasste sich das AWI unter Hempels Leitung zunächst mit marin-geophysikalischen, marin-seismischen, ozeanografischen und marin-biologischen Fragestellungen. Dazu gehörte die Planktonforschung einschließlich Arbeiten zum Krill, die Fischereiforschung und die Forschung an Warmblütern. Später wandte sich das Institut vermehrt auch allgemein geowissenschaftlichen und chemischen Fragestellungen zu. Danach rückte die Erforschung der Ursachen und Folgen des globalen Wandels („global change“) und in diesem Zusammenhang die Untersuchung des Klimawandels in den Fokus der wissenschaftlichen Aktivitäten des Instituts. Im Rahmen dieser Arbeiten beteiligte sich das AWI ab 1989 auch an internationalen Eisbohrprojekten auf Grönland. Gegen Ende der 12-jährigen Amtszeit Hempels als Direktor, im Jahr 1992, beschäftigte das Institut 456 Mitarbeiter, davon über 100 auf der Basis von Drittmitteln. Der Jahresetat des AWI erreichte fast 110 Mio. DM. Das AWI und seine Mitarbeiter in Wissenschaft und Logistik erfreuten sich zu diesem Zeitpunkt bereits einer großen internationalen Anerkennung.

„Wir haben schon über den Klimawandel und die Vermüllung der Meere geforscht und berichtet, als es die Wörter dafür noch gar nicht gab.“

### Zweite Karriere nach der Emeritierung
Als Mitglied des Wissenschaftsrates von 1990 bis 1996 und Leiter der Arbeitsgruppe Geo- und Kosmoswissenschaften war Hempel maßgeblich daran beteiligt, die Großforschungseinrichtungen der Deutschen Demokratischen Republik (DDR) zu evaluieren und – wenn möglich – zu erhalten. Zu diesen Einrichtungen gehörten die Polarforschungsabteilung des Zentralinstituts für Physik der Erde der Akademie der Wissenschaften der DDR, welche die Basis für die 1992 gegründete Forschungsstelle Potsdam des AWI bildete, und das Institut für Meereskunde in Rostock-Warnemünde, ebenfalls ein Akademie-Institut, aus dem das Institut für Ostseeforschung Warnemünde (IOW) hervorgegangen ist. Hempel wurde von 1992 bis 1997 der Gründungsdirektor dieses Hauses, nachdem er im selben Jahr das Zentrum für Marine Tropenökologie, das heutige Zentrum für Marine Tropenforschung (ZMT), in Bremen aus der Taufe gehoben und auch dessen erster Direktor geworden war. Dem Land Bremen blieb Hempel auch weiterhin verbunden. Von 2000 bis 2006 beriet er den Bremer Senat in wissenschaftspolitischen Fragen.
Während Hempel in all den genannten Positionen tätig war, fand er noch Zeit ca. 250 wissenschaftliche Fachbeiträge, darunter sieben Monographien, zu veröffentlichen sowie zehn Konferenzbeiträge und drei wissenschaftliche Zeitschriften, darunter Polar Biology, herauszugeben. Daneben betreute er siebzig Doktorandinnen und Doktoranden.
Heute (2015) pflegt Hempel durch Seminare („Dämmerschoppen“) immer noch den wissenschaftlichen Kontakt zur aktuellen Meeres- und Polarforschung und engagiert sich mit seiner Stiftung „Kirche im Dorf“ im Denkmalschutz in Mecklenburg.
Hempel ist seit 1952 verheiratet mit der Meeresbiologin Irmtraud Hempel, geb. Schneider, und Vater zweier Söhne. Das Ehepaar lebt seit über 50 Jahren in Molfsee bei Kiel.

## Mitgliedschaften, Ehrungen und Auszeichnungen
- Verdienstkreuz 1. Klasse der Bundesrepublik Deutschland (1986)
- Ordentliches Mitglied der Academia Europaea (1988)[20],
- Weyprecht-Medaille der Deutschen Gesellschaft für Polarforschung (1991)[5],
- Großes Verdienstkreuz der Bundesrepublik Deutschland (1992)[21],
- Mitglied der Deutschen Akademie der Naturforscher Leopoldina (1992)[22],
- Ehrendoktorwürde der Universität Oldenburg (1994)[5],
- Ehrenprofessor an der Universität Bremen (1994)[5],
- Ehrenmedaille für Kunst und Wissenschaft des Landes Bremen (2004)[5],
- Ehrenbürger der Stadt Bremerhaven (2010)[5]

## Publikationen (Auswahl)
- Early Life History of Marine Fish: The Egg Stage. University of Washington Press 1980, ISBN 0-295-95672-0
- Antarctic Science: Global Concerns, Springer Verlag Berlin 1994, ISBN 0-387-57559-6
- Hrsg.: Nachhaltigkeit und globaler Wandel: guter Rat ist teuer. Peter Lang Publishing, Frankfurt 2003, ISBN 3-631-50400-4
- Hrsg. unter Beteiligung des Alfred-Wegener-Instituts: Faszination Meeresforschung: ein ökologisches Lesebuch. Hauschild Bremen 2006, ISBN 978-3-89757-310-9
  - Neuauflage 2017 mit Kai Bischof, Wilhelm Hagen (Hrsg.): Faszination Meeresforschung. Ein ökologisches Lesebuch. Springer Verlag Berlin, ISBN 978-3-662-49714-2